# UTC+4:51
UTC+4:51 — колишній часовий пояс (UTC). Також відомий як бомбейський часовий пояс, або бомбейський час.

## Використання
Зараз не використовується

## Історія
Використовувався протягом певного періоду в Бомбеї (нині Мумбаї) аж до 1955 року, коли була закрита похибка в 39 хвилин між стандартним індійським часом (UTC+5:30).